# شهرداری دالاس

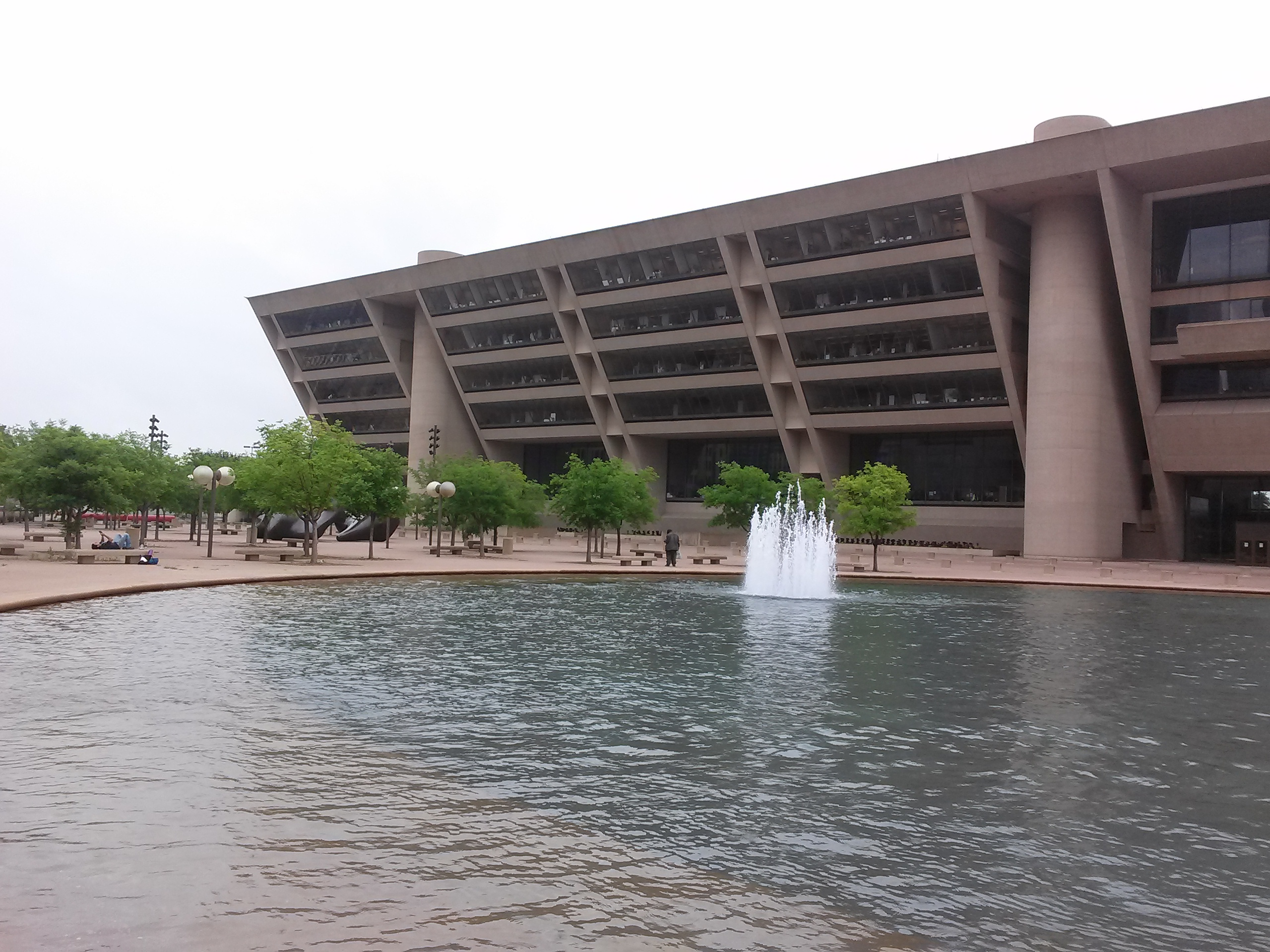

شهرداری دالاس (به انگلیسی: Dallas City Hall) یک مکان اداری است و در شهر دالاس در تگزاس قرار دارد.
بنای فعلی این اداره در ۱۹۷۸ تکمیل گردید، و توسط معمار شهیر پست‌مدرنیستی آی.ام.پی طراحی شد.